# Costo capitalizado
El costo capitalizado (CC) es el valor presente de un proyecto cuya vida útil se considera perpetua. Puede considerarse también como el valor presente de un flujo de efectivo perpetuo, como por ejemplo: carreteras y puentes. También es aplicable en proyectos que deben asegurar una producción continua, en los cuales los activos deben ser reemplazados periódicamente.
La comparación entre alternativas mediante costo capitalizado es realizada con la premisa de disponer de los fondos necesarios para reponer por ejemplo un equipo,una vez cumplida su vida útil.
La ecuación para obtener el costo capitalizado se obtiene de:
{\displaystyle CC=P=A/i}
Donde:
P= Valor días.
A= Anualidad o serie de pagos constantes e iguales.
i= tasa de interés.
n= número de periodos.
Si el numerador y el denominador se dividen entre {\displaystyle (1+i)^{n}}, la ecuación del numerador se transforma en:
A medida que n tiene a ∞ el término del numerador se convierte en 1 produciendo así:

## Procedimiento para calcular el CC
1 -Encuentre el Valor presente de todas las cantidades no recurrentes (por ejemplo: inversión inicial, pagos extraordinarios, valor de recuperación, etc).
2 -Encuentre el valor anual uniforme (VA) de todas las cantidades recurrentes que ocurren en los años 1 a ∞ (por ejemplo: mantenimiento mensual, pagos extraordinarios recurrentes, etc.) y dividalo entre la tasa de interés (se aplica la fórmula P=A/i).
3 -Se suman las cantidades obtenidas en los pasos 1 y 2.